# Razine (obwód żytomierski)
Razine (ukr. Разіне) – wieś na Ukrainie, w obwodzie żytomierskim, w rejonie żytomierskim, w hromadzie Romanów. W 2001 liczyła 347 mieszkańców.
Znajduje tu się stacja kolejowa Razine, położona na linii Koziatyn – Berdyczów – Szepetówka.